# Handelstag
Handelstage (oder Börsentage) sind Tage, an denen eine Börse für den Börsenhandel geöffnet ist.

## Allgemeines
Börsentage richten sich generell am Kalender aus und orientieren sich speziell an den Bankarbeitstagen, weil Kreditinstitute die wichtigsten Handelsteilnehmer für Börsen darstellen und deshalb eine zeitliche Koordination sinnvoll ist. Die Handelstage der Börsen gehen aus dem Handelskalender hervor, der zum Ende eines jeden Jahres für das kommende Jahr von der Börse Frankfurt veröffentlicht wird. Er listet in einer Negativauslese die Tage auf, an denen kein Börsenhandel stattfindet. Dazu gehören neben Samstag und Sonntag grundsätzlich auch Neujahr, Karfreitag, Ostermontag, Tag der Arbeit, 24. Dezember, erster und zweiter Weihnachtsfeiertag und Silvester. Daneben können im Handelskalender weitere Börsenfeiertage festgelegt werden, beispielsweise für das Kalenderjahr 2017 der Tag der Deutschen Einheit und der Reformationstag, An allen übrigen Tagen sind die Börsen für den Börsenhandel geöffnet.

## Handelstag und Erfüllungstag
Das Börsenrecht unterscheidet zwischen Handels- und Erfüllungstag. Handelstag (Schlusstag) ist der Tag, an welchem Käufer und Verkäufer ein Geschäft über ein Handelsobjekt (Basiswert) verbindlich an der Börse abschließen. Als Handelstage gelten gemäß § 47 Abs. 1 WpHG alle Kalendertage, die nicht Sonnabende, Sonntage oder zumindest in einem Land landeseinheitliche gesetzlich anerkannte Feiertage sind. Als Börsentag gilt nach § 33 Abs. 1 der „Bedingungen für Geschäfte an der Frankfurter Wertpapierbörse“ der Tag, an dem eine Börsenversammlung stattfindet und die Möglichkeit besteht, alle zum Börsenhandel zugelassenen Wertpapiere zu handeln. Der Handelstag ist gleichzeitig buchungstechnisch der Wertstellungstag (Valuta) eines Geschäftes, die je nach Wertpapierart unterschiedlich ist (siehe dazu auch Zinsmethode). Am Handels- oder Börsentag kommt es jedoch nicht zur beiderseitigen Erfüllung eines Börsengeschäfts. Erst am Erfüllungstag (Settlement-Tag) erfolgt die Lieferung des Basiswerts durch den Verkäufer und die Bezahlung als Gegenleistung durch den Käufer. Bei den – überwiegend abgeschlossenen – Kassageschäften liegt der Erfüllungstag zwei Handelstage später als der Handelstag, bei Termingeschäften ist er noch weiter hinausgezögert (meist 1 Monat bis 12 Monate oder mehr). Zwischen Handels- und Erfüllungstag müssen also mindestens 2 Handelstage liegen, so dass auch hierbei Samstage, Sonntage und Feiertage meist nicht mitgerechnet werden. 
Hiervon gibt es zwei Ausnahmen. Im Handelskalender sind zwar Pfingstmontag und Tag der Deutschen Einheit keine Handelstage, aber Erfüllungstage. Das bedeutet, dass Kassageschäfte, die zwei Handelstage vor diesen Feiertagen abgeschlossen wurden, an diesen Feiertagen erfüllt werden können. Entsprechendes gilt für Termingeschäfte.

## Feiertagshandel
Zwei Börsentage sind gesetzliche Feiertage und gleichzeitig auch Bankfeiertage. Diese Börsentage nennt man Feiertagshandel, im Börsenjargon auch „Geisterstunde“. An diesen seit Mai 2000 bestehenden beiden Börsentagen müssen Banken Personal vorhalten, ihre Wertpapierhandelssysteme betreiben, Kundenorders bearbeiten, Tagesbilanzen erstellen und ihre Risikopositionen überwachen. Diese zusätzliche Feiertagsarbeit verursacht Kosten, die durch die Erträge (aufgrund der geringen Umsätze) meist nicht gedeckt werden. Die Handelstage im Sinne des § 47 WpHG konkretisiert die Bundesanstalt für Finanzdienstleistungsaufsicht (BaFin) gemäß Absatz 2 dieser Bestimmung auf ihrer Internetseite.
Das Handelsvolumen an den Wertpapierbörsen ist während des Feiertagshandels signifikant niedriger als an Börsentagen, die gleichzeitig Arbeitstage sind. Dies resultiert in einer geringeren Marktliquidität, die das Risiko höherer Kursausschläge in sich birgt.

## International
Handelstag (englisch „Trade date“) ist nach IAS 39.AG55 der Tag, an dem das bilanzierende Unternehmen die Verpflichtung zum Kauf oder Verkauf eines Vermögenswerts eingegangen ist. Erfüllungstag (englisch „Settlement date“) ist der Tag, an dem ein Vermögenswert an oder durch das bilanzierende Unternehmen geliefert wird (IAS 39.AG56).